# Microsoft Edge
 For alternative betydninger, se Edge. (Se også artikler, som begynder med Edge)
Microsoft Edge er en internetbrowser, udviklet af Microsoft, der udkom sammen med Windows 10  i juli 2015, hvor den erstattede Internet Explorer som standardbrowser. Internet Explorer findes dog fortsat i Windows 10 af kompabilitetsgrunde. I udviklingsfasen blev den kaldt Project Spartan, men fik sit endelige navn, Edge, i slutningen af april 2015.
Edge er en såkaldt universel app, hvilket betyder, at den registrerer, om du bruger en computer eller en tablet og tilpasser sig derefter.
Microsoft Copilot er en del af browseren Microsoft Edge.